# 10421 Dalmatin
10421 Dalmatin è un asteroide della fascia principale. Scoperto nel 1999, presenta un'orbita caratterizzata da un semiasse maggiore pari a 2,4191752 UA e da un'eccentricità di 0,2189059, inclinata di 1,52787° rispetto all'eclittica. È dedicato all'astronomo medievale Herman Dalmatin.